# زوزانا چاپوتووا
زوزانا چاپوتووا (اسلواکی: Zuzana Čaputová؛ زادهٔ ۲۱ ژوئن ۱۹۷۳) سیاست‌مدار اهل اسلواکی است. وی از دانشگاه کمنیوس براتیسلاوا فارغ‌التحصیل شده‌است.
چاپوتووا در دور دوم انتخابات ریاست جمهوری اسلواکی با کسب ۵۸٫۴۰ درصد آرا توانست ماروش شفچوویچ، رقیبش را که نامزد حزب حاکم بود، شکست دهد. وی به عنوان نامزد مستقل، در مبارزات انتخاباتی، انتقادهای شدیدی از عملکرد احزاب حاکم در زمینه مبازره با فساد بیان کرد. چاپوتووا طرفدار نزدیکی بیشتر به اتحادیه اروپا است.

## جوایز
وی برندهٔ جوایزی همچون جایزه محیط زیست گلدمن شده‌است.